# Marathon van Turijn 2009
De marathon van Turijn 2009 vond plaats op zondag 19 april 2009 in Turijn. Het was de 23e editie van deze marathon.
De wedstrijd werd bij de mannen gewonnen door de Keniaan Benson Barus in een tijd van 2:09.07. Bij de vrouwen was zijn landgenote Agnes Kiprop het snelste in 2:26.22. Zij verbeterde hiermee het parcoursrecord.
In totaal finishten 2200 marathonlopers de wedstrijd. Het evenement kende ook een Junior Marathon, waaraan zo'n 14.000 kinderen met hun familie meededen.

## Marathon
Mannen
| rang   | naam               | land | tijd    |
| ------ | ------------------ | ---- | ------- |
| Goud   | Benson Barus       | KEN  | 2:09.07 |
| Zilver | Ruggero Pertile    | ITA  | 2:09.53 |
| Brons  | Paul Samoei        | KEN  | 2:11.37 |
| 4      | Abdellah Falil     | MAR  | 2:12.37 |
| 5      | Rege Neguse        | ETH  | 2:14.05 |
| 6      | Thomas Chemitei    | KEN  | 2:16.31 |
| 7      | Urige Buta         | ETH  | 2:18.08 |
| 8      | Abraham Mulu       | ETH  | 2:19.45 |
| 9      | Philemon Kirwa     | KEN  | 2:20.44 |
| 10     | Elisha Meli        | KEN  | 2:20.58 |
| 11     | Moses Cherop       | UGA  | 2:21.57 |
| 13     | Andrea Silicani    | ITA  | 2:24.22 |
| 14     | Benjamin Kipchumba | KEN  | 2:24.37 |
| 15     | Giorgio Calcaterra | ITA  | 2:24.47 |
| 16     | Marcello Capotosti | ITA  | 2:25.12 |
| 18     | Haile Kindiya      | ETH  | 2:25.52 |
| 19     | Alex Malinga       | UGA  | 2:25.59 |
| 22     | Marco D'innocenti  | ITA  | 2:29.08 |
| 23     | Vincenzo Trentadue | ITA  | 2:29.20 |
| 25     | Riccardo Baggia    | ITA  | 2:30.51 |

Vrouwen
| rang   | naam               | land | tijd    |
| ------ | ------------------ | ---- | ------- |
| Goud   | Agnes Kiprop       | KEN  | 2:26.22 |
| Zilver | Tirfe Beyene       | ETH  | 2:29.04 |
| Brons  | Bruna Genovese     | ITA  | 2:30.51 |
| 4      | Natalia Sokolova   | RUS  | 2:31.52 |
| 5      | Oksana Sklyarenko  | UKR  | 2:39.38 |
| 6      | Adeline Roche      | FRA  | 2:42.41 |
| 7      | Loretta Giarda     | ITA  | 2:54.48 |
| 8      | Federica Viano     | ITA  | 3:01.15 |
| 9      | Daniela DE Joannes | ITA  | 3:05.47 |
| 10     | Grazia Cammalleri  | ITA  | 3:08.50 |

1974 ·
1975 ·
1976 ·
1977 ·
1978 ·
1979 ·
1980 ·
1981 ·
1982 ·
1983 ·
1984 ·
1985 ·
1986 ·
1987 ·
1988 ·
1989 ·
1990 ·
1991 ·
1992 ·
1993 ·
1994 ·
1995 ·
1996 ·
1997 ·
1998 ·
1999 ·
2000 ·
2001 ·
2002 ·
2003 ·
2004 ·
2005 ·
2006 ·
2007 ·
2008 ·
2009 ·
2010 ·
2011 ·
2012 ·
2013 ·
2014 ·
2015 ·
2016 ·
2017